# شاهريل إيلياس
شاهريل إيلياس (بالإنجليزية: Shahril Alias)‏ هو لاعب كرة قدم سنغافوري في مركز الدفاع، ولد في 14 مايو 1984 في سنغافورة. شارك مع منتخب سنغافورة لكرة القدم. أما مع النوادي، فقد لعب مع نادي غيلانغ إنترناشونال ونادي ليون سيتي سيلورز لكرة القدم وهاوجانج يونايتد ووودلاندز ويلينغتون ويانج لايونز.

## وصلات خارجية
- شاهريل إيلياس على موقع قاعدة بيانات كرة القدم.إي يو (الإنجليزية)
- شاهريل إيلياس على موقع ناشيونال فوتبول تيمز (الإنجليزية)
- شاهريل إيلياس على موقع Soccerway.com (الإنجليزية)